# Rauvolfia sandwicensis
Rauvolfia sandwicensis är en oleanderväxtart som beskrevs av A. Dc.. Rauvolfia sandwicensis ingår i släktet Rauvolfia och familjen oleanderväxter. Inga underarter finns listade i Catalogue of Life.